# MG3 (汽車)
MG 3（MG3 SW）
 是南京汽车（后被上海汽车收购）收购MG后生产的一款紧凑型5门掀背式轿车。

## 第一代（2008）
MG 3从2008年开始由位于南京浦口的工厂进行生产。

## 第三代（2024）

### 流行文化
- 《极限竞速 地平线5》：于2022年2月的游戏更新中加入MG 3。